# Eugoa taeniata
Eugoa taeniata là một loài bướm đêm thuộc phân họ Arctiinae, họ Erebidae.